# Elevine Heede
Elevine Heede, född 15 september 1820 i Arendal, Norge, var en norsk författare och översättare. Hon är främst känd för sitt översättningsarbete.

## Utbildning och tidiga år
Efter studieresor i England och Frankrike återvände Heede till Arendal där hon undervisade vid en flickskola. År 1871 konverterade hon till metodismen och började därefter arbeta som lärare vid metodistkyrkans prästseminarium i Kristiania.

## Litterärt arbete
Heedes religiösa tro hade stor inverkan på hennes litterära arbete. Hennes insatser inom psalmöversättningar från engelska till norska spelade en viktig roll för att introducera och integrera dessa verk i den norska kyrkomusiken, vilket bidrog till den andliga sångtraditionen i Norge.

## Översättningar
Bland Elevine Heedes översättningsarbete framträder översättningarna av Vilken vän vi har i Jesus och Närmare, Gud, till dig. Den sistnämnda sången, skriven av Sarah Flower Adams år 1840, en anhängare av unitarismen, vann snabbt popularitet även inom mer traditionella kristna sammanhang. Heedes norska översättning av "Närmare, Gud, till dig" publicerades först i "Børnenes Søndagsblad" nummer 1 år 1876. När sången först inkluderades i Landstads reviderade psalmbok, angav stiftsprosten Gustav Jensen sig själv som översättare.
Utöver sitt arbete med psalmer översatte Heede även teologisk litteratur och barnberättelser från engelska, vilket ytterligare bidrog till hennes arv inom norskt kulturellt och andligt liv.

## Död och eftermäle
Elevine Heede avled den 6 mars 1883. Hennes arbete och bidrag till metodismen och kulturen i Norge är fortsatt uppskattat för dess varaktiga inverkan på det norska kulturarvet.